# Southend (Bradfield)
Southend – osada w Anglii, w hrabstwie Berkshire, w dystrykcie (unitary authority) West Berkshire. Leży 11 km od miasta Reading. W 2018 miejscowość liczyła 752 mieszkańców.